# Dynamo Puerto Fútbol Club
El Dynamo Puerto Fútbol Club es un club de fútbol profesional venezolano con sede en Puerto La Cruz, estado Anzoátegui. Actualmente juega en la Segunda División de Venezuela y disputa sus partidos como local en el Estadio Francisco Massiani.

## Historia
Fue fundado el 20 de octubre de 2017 en la ciudad de Puerto La Cruz, estado Anzoátegui, y nace como proyecto de la Fundación Social Deportiva Kariña, que empezó su andar en la tercera división de 2018. Al año siguiente da el salto al profesional al empezar a disputar el torneo de segunda división.

## Datos del club
- Temporadas en 1.ª División: 0
- Temporadas en 2.ª División: 2 (2019)
- Temporadas en 3.ª División: 1 (2018)